# Clásica de Almería 2015
De 28e editie van de Spaanse wielerwedstrijd Clásica de Almería werd verreden op zondag 15 februari 2015 over een afstand van 183,3 kilometer. De start en finish vonden plaats in Almería. De wedstrijd maakte deel uit van de UCI Europe Tour 2015 in de categorie 1.1 en werd gewonnen door de Britse Mark Cavendish die daarmee de Ier Sam Bennett op de erelijst opvolgde.

## Deelnemende ploegen
| WorldTour           | ProContinentaal             | Continentaal  |
| ------------------- | --------------------------- | ------------- |
| Movistar            | Caja Rural-Seguros RGA      | Burgos BH     |
| AG2R La Mondiale    | Androni Giocattoli          | Murias Taldea |
| Astana              | Bora-Argon 18               |               |
| Etixx-Quick Step    | CCC Sprandi Polkowice       |               |
| FDJ                 | Cofidis                     |               |
| IAM Cycling         | Europcar                    |               |
| Katjoesja           | MTN-Qhubeka                 |               |
| Trek Factory Racing | RusVelo                     |               |
|                     | Topsport Vlaanderen-Baloise |               |
|                     | Unitedhealthcare            |               |

## Uitslag
| Plaats  | Naam              | Ploeg                       | Tijd     |
| ------- | ----------------- | --------------------------- | -------- |
| Winnaar | Mark Cavendish    | Etixx-Quick Step            | 4u36'19" |
| 2       | Juan José Lobato  | Movistar                    | z.t.     |
| 3       | Mark Renshaw      | Etixx-Quick Step            | z.t.     |
| 4       | Valerio Agnoli    | Astana                      | z.t.     |
| 5       | Edward Theuns     | Topsport Vlaanderen-Baloise | z.t.     |
| 6       | Aleksandr Porsev  | Katjoesja                   | z.t.     |
| 7       | Lloyd Mondory     | AG2R La Mondiale            | z.t.     |
| 8       | Grega Bole        | CCC Sprandi Polkowice       | z.t.     |
| 9       | Oscar Gatto       | Androni Giocattoli          | z.t.     |
| 10      | Rüdiger Selig     | Katjoesja                   | z.t.     |
| 11      | Maciej Paterski   | CCC Sprandi Polkowice       | z.t.     |
| 12      | Sylvain Chavanel  | IAM Cycling                 | z.t.     |
| 13      | Arthur Vichot     | FDJ                         | z.t.     |
| 14      | Angélo Tulik      | Europcar                    | z.t.     |
| 15      | Jérôme Pineau     | IAM Cycling                 | z.t.     |
| 16      | Jan Bakelants     | AG2R La Mondiale            | z.t.     |
| 17      | Patrick Schelling | IAM Cycling                 | z.t.     |
| 18      | Nicolas Edet      | Cofidis                     | z.t.     |
| 19      | Fabio Taborre     | Androni Giocattoli          | z.t.     |
| 20      | Clément Chevrier  | IAM Cycling                 | z.t.     |

Mannen: 1988 · 1989 · 1990 · 1991 · 1992 · 1993 · 1994 · 1995 · 1996 · 1997 · 1998 · 1999 · 2000 · 2001 · 2002 · 2003 · 2004 · 2005 · 2006 · 2007 · 2008 · 2009 · 2010 · 2011 · 2012 · 2013 · 2014 · 2015 · 2016 · 2017 · 2018 · 2019 · 2020 · 2021 · 2022 · 2023 · 2024 · 2025
Vrouwen: 2023 · 2024 · 2025
Etappewedstrijden

 Ster van Bessèges · 
 Ronde van de Algarve · 
 Ruta del Sol · 
 Ronde van de Haut-Var · 
 Driedaagse van West-Vlaanderen · 
 Internationale Wielerweek · 
 Internationaal Wegcriterium · 
 Driedaagse van De Panne-Koksijde · 
 Ronde van de Sarthe · 
 Ronde van Castilië en León · 
 Ronde van Trentino · 
 Ronde van Kroatië · 
 Ronde van Turkije · 
 Ronde van Yorkshire · 
 Ronde van Asturië · 
 Vierdaagse van Duinkerke · 
 Ronde van Azerbeidzjan · 
 Ronde van Madrid · 
 Ronde van Beieren · 
 Ronde van Picardië · 
 Ronde van Noorwegen · 
 World Ports Classic · 
 Tour des Fjords · 
 Ronde van Estland · 
 Ronde van België · 
 Ronde van Luxemburg · 
 Boucles de la Mayenne · 
 Ster ZLM Toer · 
 Ronde van Slovenië · 
 Route du Sud · 
 Sibiu Cycling Tour · 
 Ronde van Oostenrijk · 
 Ronde van Wallonië · 
 Ronde van Portugal · 
 Ronde van Burgos · 
 Ronde van Denemarken · 
 Ronde van de Ain · 
 Ronde van Tsjechië · 
 Arctic Race of Norway · 
 Ronde van de Limousin · 
 Ronde van Poitou-Charentes · 
 Ronde van Groot-Brittannië · 
 Ronde van Gévaudan Languedoc-Roussillon · 
 Eurométropole Tour
Eendaagse wedstrijden

 Trofeo Santanyí-Ses Salines-Campos · 
 Trofeo Andratx-Mirador d'Es Colomer · 
 Trofeo Serra de Tramuntana · 
 Trofeo Playa de Palma-Palma · 
 GP La Marseillaise · 
 Grote Prijs van de Etruskische Kust · 
 Ronde van Murcia · 
 Clásica de Almería · 
 Trofeo Laigueglia · 
 Omloop Het Nieuwsblad · 
 Classic Sud Ardèche · 
 GP Lugano · 
 La Drôme Classic · 
 Kuurne-Brussel-Kuurne · 
 Le Samyn · 
 Strade Bianche · 
 Ronde van Drenthe · 
 Dwars door Drenthe · 
 Nokere Koerse · 
 GP Nobili Rubinetterie · 
 Handzame Classic · 
 Ronde van Zeeland Seaports · 
 Classic Loire-Atlantique · 
 Grote Prijs van Cholet-Pays de Loire · 
 Dwars door Vlaanderen · 
 Classica Corsica · 
 Route Adélie de Vitré · 
 Grote Prijs Miguel Indurain · 
 Volta Limburg Classic · 
 Ronde van La Rioja · 
 Parijs-Camembert · 
 Scheldeprijs · 
 Klasika Primavera · 
 Brabantse Pijl · 
 GP Denain · 
 Ronde van de Finistère · 
 Tro Bro Léon · 
 La Roue Tourangelle · 
 Ronde van de Apennijnen · 
 Grote Prijs van de Somme · 
 Grote Prijs van Plumelec · 
 ProRace Berlin · 
 Boucles de l'Aulne · 
 GP Kanton Aargau · 
 Ronde van Keulen · 
 Ronde van Limburg · 
 Velothon Wales · 
 Halle-Ingooigem · 
 Trofeo Matteotti · 
 GP Cerami · 
 GP Industria & Artigianato-Larciano · 
 Prueba Villafranca de Ordizia · 
 Ronde van Toscane · 
 Circuito de Getxo · 
 Polynormande · 
 RideLondon Classic · 
 GP Stad Zottegem · 
 Arnhem-Veenendaal Classic · 
 GP Jef Scherens · 
 Druivenkoers Overijse · 
 Schaal Sels · 
 Brussels Cycling Classic · 
 GP Fourmies · 
 Velothon Stockholm · 
 Ronde van de Doubs · 
 Coppa Bernocchi · 
 Coppa Agostoni · 
 GP van Wallonië · 
 Kampioenschap van Vlaanderen · 
 Memorial Marco Pantani · 
 Grote Prijs Impanis-Van Petegem · 
 GP van Isbergues · 
 GP Industria & Commercio di Prato · 
 Omloop van het Houtland · 
 Duo Normand · 
 Ronde van de Drie Valleien · 
 Milaan-Turijn · 
 Ronde van Piemonte · 
 Ronde van het Münsterland · 
 Ronde van de Vendée · 
 Memorial Frank Vandenbroucke · 
 Coppa Sabatini · 
 Parijs-Bourges · 
 Ronde van Emilia · 
 GP Beghelli · 
 Parijs-Tours · 
 Nationale Sluitingsprijs · 
 Chrono des Nations